# 세계 100대 지식인
영국의 《프로스펙트》 지와 미국의 《포린 폴리시》 지는 2005년과 2008년에 독자들을 상대로 설문 조사를 하여 현재 생존 중인 지식인들 중에서 세계 100대 지식인(Top 100 Public Intellectuals)을 선정하였다.

## 2005년

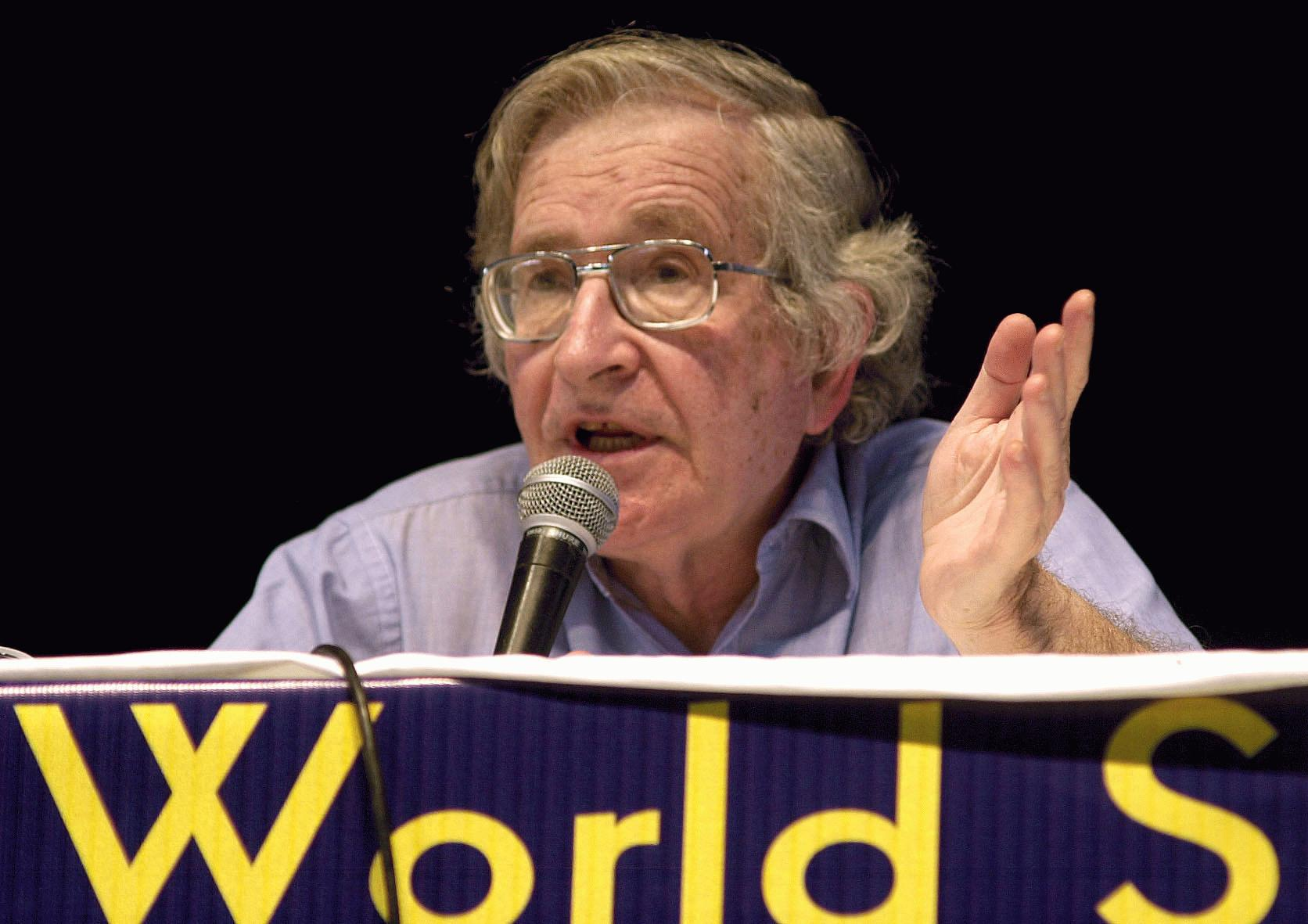
촘스키.

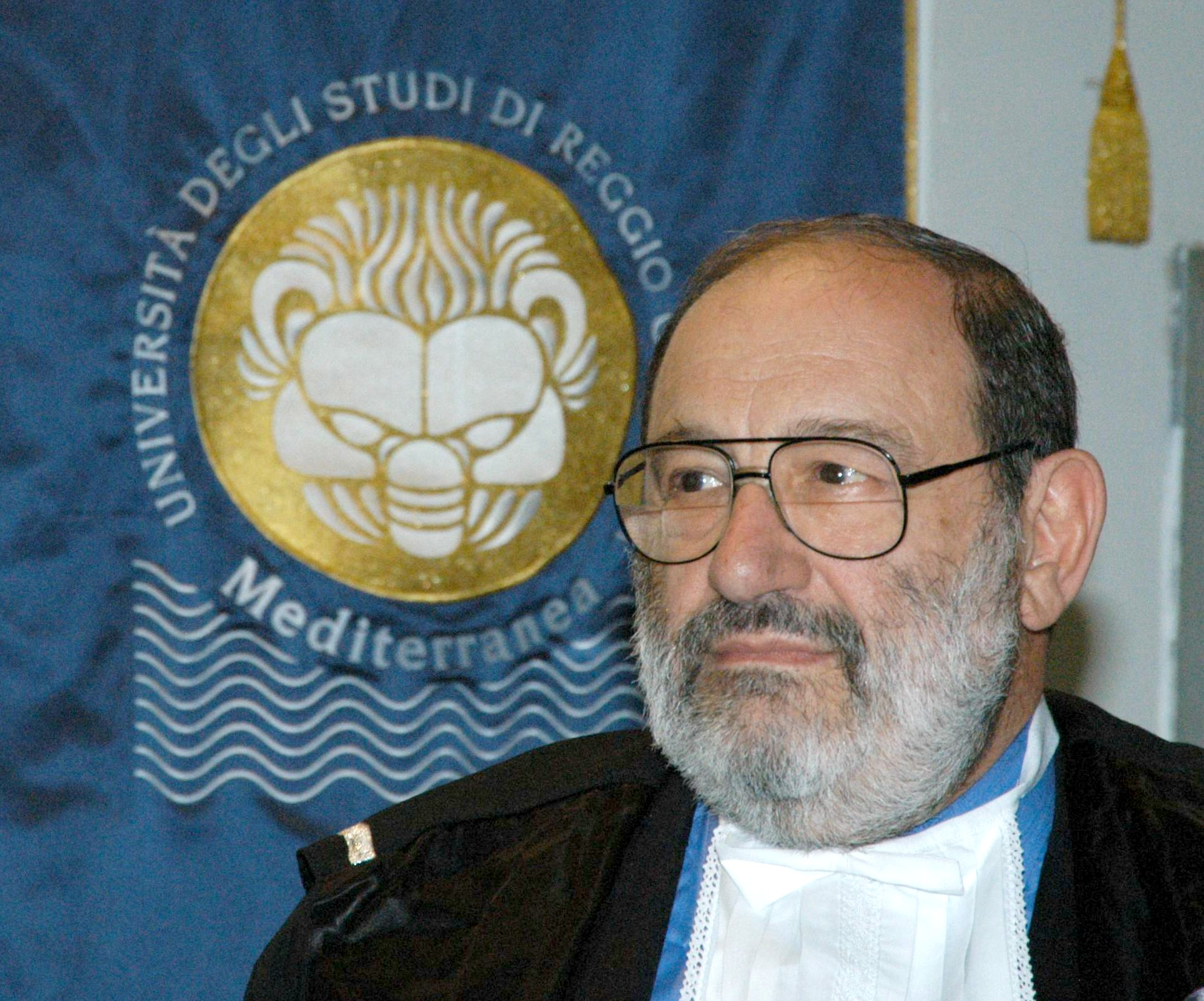
에코.

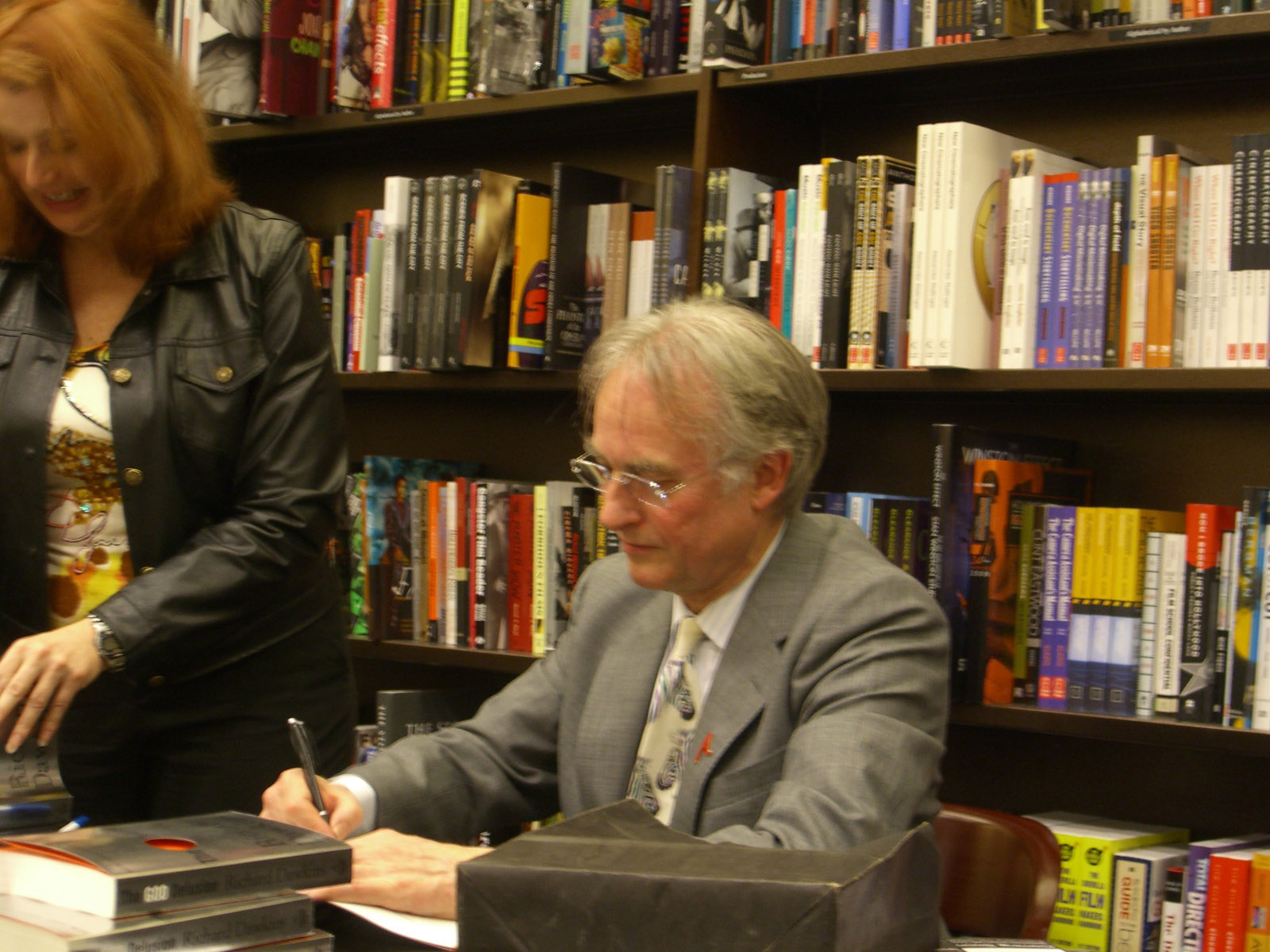
도킨스.

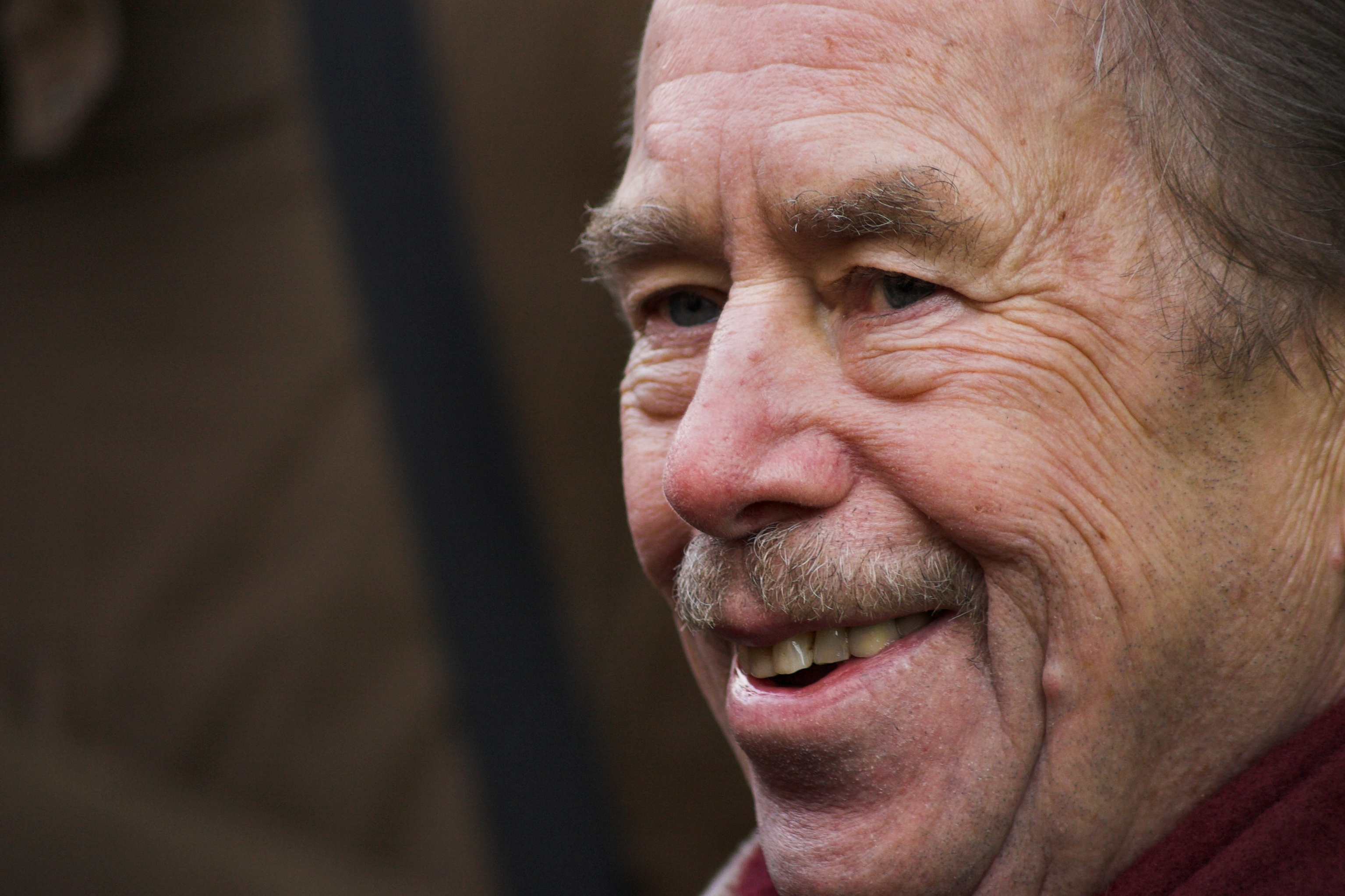
하벨.

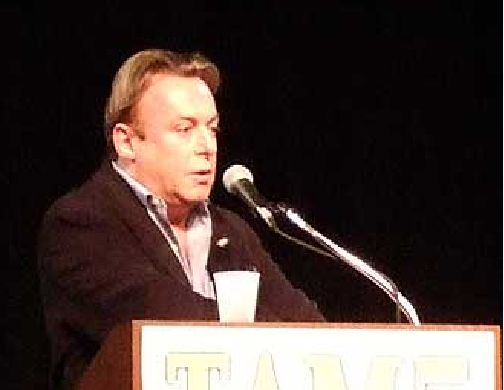
히친스.

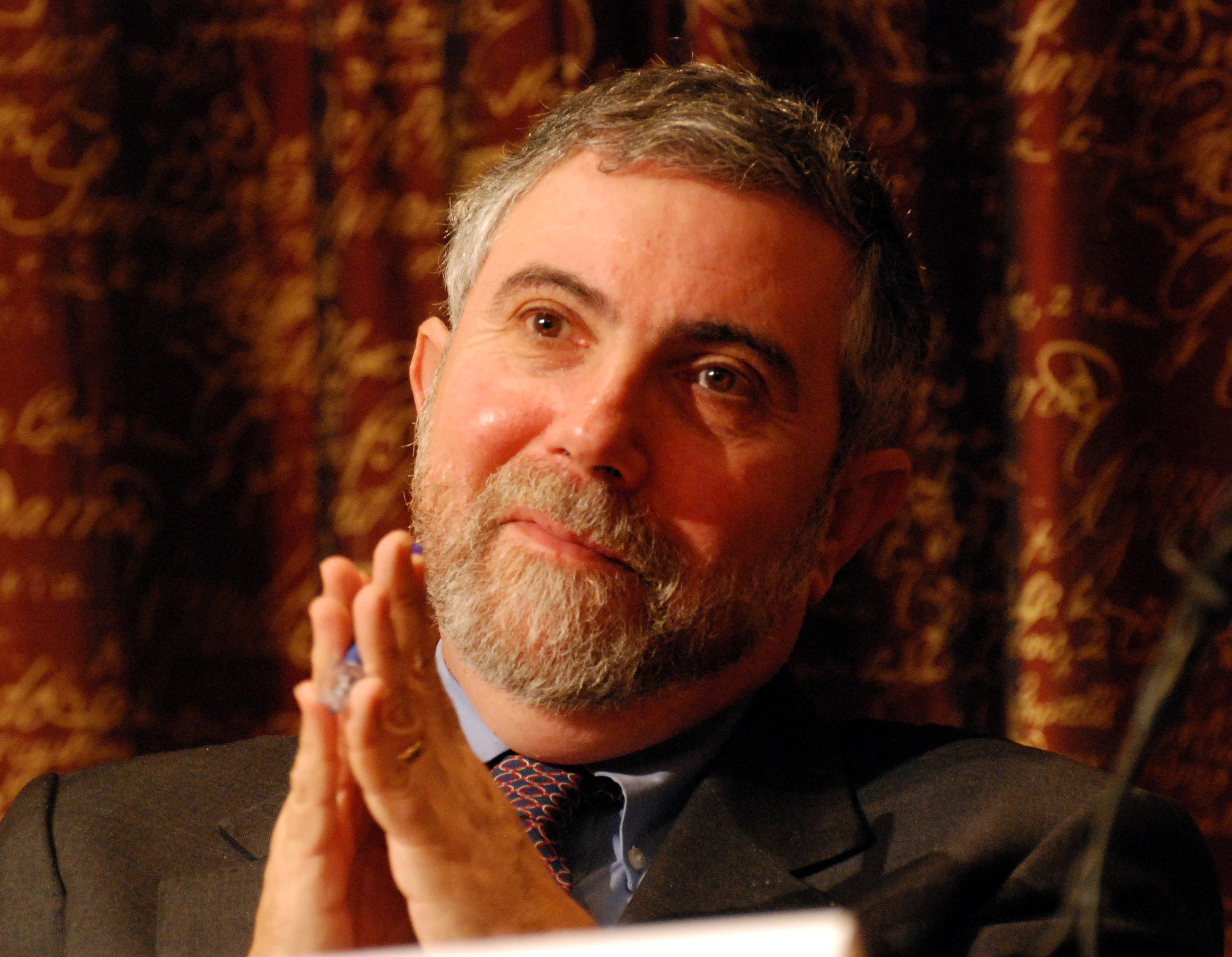
크루그먼.

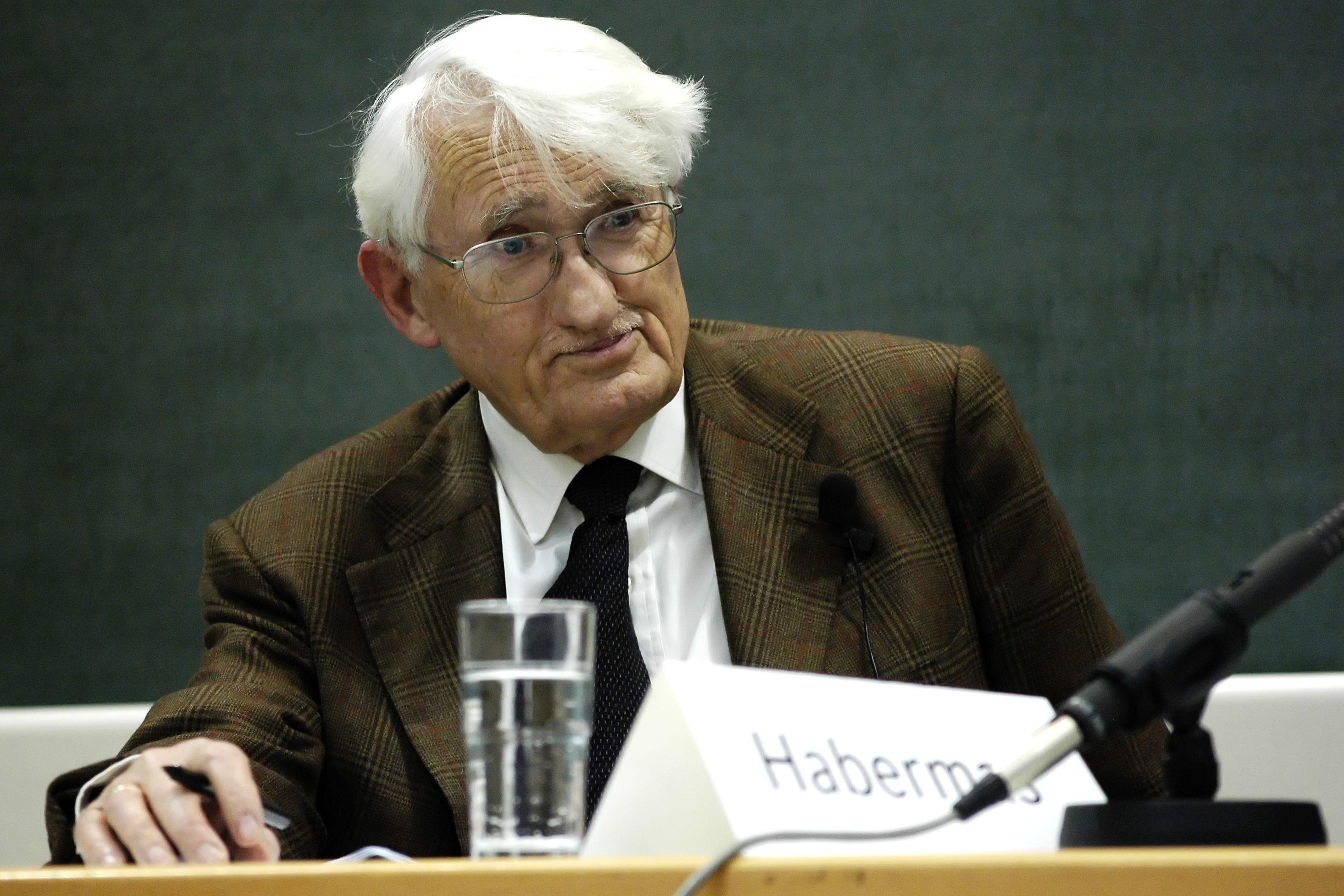
하버마스.

1. 노엄 촘스키: 미국의 언어학자, 철학자, 정치운동가, 저술가.
2. 움베르토 에코: 이탈리아의 기호학자, 미학자, 언어학자, 철학자, 소설가.
3. 리처드 도킨스: 영국의 동물행동학자, 진화생물학자, 과학 대중화 운동가.
4. 바츨라프 하벨: 체코의 작가, 정치인.
5. 크리스토퍼 히친스: 미국의 작가, 언론인.
6. 폴 크루그먼: 미국의 경제학자, 언론인, 작가.
7. 위르겐 하버마스: 독일의 철학자, 사회학자.
8. 아마르티아 센: 인도의 경제학자, 철학자. 빈곤연구.
9. 재러드 다이아몬드: 미국의 생리학자, 조류학자, 진화생물학자, 인류학자, 지리학자, 생태학자, 인류학자.
10. 살만 루슈디: 인도의 소설가, 수필가.
11. 나오미 클라인: 캐나다의 작가, 반세계화 운동가
12. 시린 에바디: 이란의 변호사, 인권운동가. 2003년 노벨 평화상 수상자.
13. 에르난도 데 소토 폴라: 페루의 경제학자, 작가.
14. 비외른 롬보르: 덴마크의 학자, 교육자, 환경운동 작가, 통계학자.
15. 압돌카림 소로우시: 이란의 사상가, 혁명가.
16. 토머스 프리드먼: 미국의 언론인.
17. 교황 베네딕토 16세: 독일의 종교인.
18. 에릭 홉스봄: 영국의 마르크스주의 역사가.
19. 폴 월포위츠: 미국의 정치인, 금융인.
20. 커밀 팔리아: 미국의 사회비평가, 교육자, 언론학자.
21. 프랜시스 후쿠야마: 미국의 교수, 철학자, 정치경제학자.
22. 장 보드리야르: 프랑스의 포스트모던 철학자, 사회학자.
23. 슬라보예 지젝: 슬로베니아의 철학자. 방한하여 쌍용자동차 해고노동자들과 연대함.(2012년)
24. 대니얼 데닛: 미국의 철학자.
25. 프리먼 다이슨: 미국의 물리학자, 수학자.
26. 스티븐 핑커: 캐나다의 심리학자, 언어학자.
27. 제프리 삭스: 미국의 경제학자. 빈곤연구
28. 새뮤얼 헌팅턴: 미국의 정치학자.
29. 마리오 바르가스 요사: 페루의 소설가.
30. 알리 알시스타니: 이라크의 종교인.
31. 에드워드 오스본 윌슨: 미국의 생물학자, 동물학자, 사회생물학자.
32. 리처드 포스너: 미국의 철학자, 법률가.
33. 피터 싱어: 호주의 철학자.
34. 버나드 루이스: 미국의 역사학자, 정치학자.
35. 파리드 자카리아: 미국의 언론인.
36. 게리 베커: 미국의 경제학자.
37. 마이클 이그나티에프: 캐나다의 정치인, 역사가.
38. 치누아 아체베: 나이지리아의 소설가, 평론가, 시인.
39. 앤서니 기든스: 영국의 사회학자.
40. 로런스 레식: 미국의 법학자.
41. 리처드 로티: 미국의 철학자.
42. 자그디시 바그와티: 미국의 경제학자.
43. 페르난두 엔히키 카르도주: 브라질의 사회학자, 전직 대통령.
44. 존 맥스웰 쿳시: 오스트레일리아의 작가.
45. 니얼 퍼거슨: 영국의 역사학자.
46. 아얀 히르시 알리: 네덜란드의 정치인, 인권운동가.
47. 스티븐 와인버그: 미국의 물리학자.
48. 쥘리아 크리스테바: 프랑스의 철학자, 문학평론가, 정신분석학자.
49. 저메인 그리어: 호주의 작가, 언론인.
50. 안토니오 네그리: 이탈리아의 정치학자, 사회학자, 윤리학자.
51. 렘 콜하스: 네덜란드의 건축가.
52. 티모시 가튼 애시: 영국의 역사가.
53. 마사 누스바움: 미국의 철학자, 윤리학자.
54. 오르한 파무크: 터키의 소설가.
55. 클리퍼드 기어츠: 미국의 인류학자.
56. 유수프 알카라다위: 이집트의 철학자.
57. 헨리 루이스 게이츠 주니어: 미국의 문학평론가, 교육자.
58. 타리크 라마단: 스위스의 정치학자.
59. 아모스 오즈: 이스라엘의 작가, 소설가, 언론인.
60. 로런스 서머스: 미국의 정치인, 경제학자.
61. 한스 큉: 스위스의 로마 가톨릭 신학자. 저서로는 《교회란 무엇인가》(분도)가 있다.
62. 로버트 케이건: 미국의 역사가, 평론가.
63. 폴 케네디: 미국의 역사가.
64. 대니얼 카너먼: 이스라엘의 심리학자.
65. 사리 누세이베: 팔레스타인의 철학자.
66. 월레 소잉카: 나이지리아의 소설가, 시인, 극작가.
67. 케말 더비스: 터키의 경제학자, 정치인.
68. 마이클 왈처: 미국의 정치철학자.
69. 가오싱젠: 중국의 소설가.
70. 하워드 가드너: 미국의 발달심리학자.
71. 제임스 러브록: 영국의 대기화학자.
72. 로버트 휴즈: 호주의 평론가, TV 프로그램 제작자.
73. 알리 마즈루이: 케냐의 철학자, 지정학자.
74. 크레이그 벤터: 미국의 생물학자.
75. 마틴 리스: 영국의 천체물리학자, 우주론자.
76. 제임스 퀸 윌슨: 미국의 범죄학자. 깨진 유리창 이론의 창시자.
77. 로버트 퍼트넘: 미국의 정치학자.
78. 페터 슬로터다이크: 독일의 철학자.
79. 세르게이 카라가노프: 러시아의 정치학자.
80. 수니타 나라인: 인도의 생태주의자, 정치운동가.
81. 알랭 핑켈크로트: 프랑스의 수필가, 철학자.
82. 판강: 중국의 경제학자.
83. 플로렌스 왐부구: 케냐의 식물병리학자, 바이러스학자.
84. 길레스 케펠: 프랑스의 이슬람분석학자.
85. 엔리케 크라우제: 멕시코의 역사학자.
86. 하진: 미국의 소설가.
87. 닐 거센펠트: 미국의 전산학자.
88. 폴 에크만: 미국의 사회심리학자.
89. 재런 러니어: 미국의 컴퓨터 과학자, 작곡가, 행위예술가.
90. 고든 콘웨이: 영국의 농업생태학자.
91. 파볼 데메스: 슬로바키아의 정치학자.
92. 일레인 스캐리: 미국의 영문학자.
93. 로버트 쿠퍼: 영국의 외교관, 작가.
94. 해럴드 엘리엇 바머스: 미국의 바이러스학자.
95. 프라무댜 아난타 투르: 인도네시아의 작가.
96. 정비젠: 중국의 정치학자.
97. 오마에 겐이치: 일본의 경제학자.
98. 왕지쓰: 중국의 외교정책 분석가.
99. 키쇼어 마흐부바니: 싱가포르의 작가, 외교관.
100. 이시하라 신타로: 일본의 정치인, 작가.

## 2008년
1. 훼툴라 귤렌: 터키의 설교가, 작가, 교육자.
2. 무함마드 유누스: 방글라데시의 은행가, 경제학자, 사회운동가.
3. 유스프 알 콰라다위: 이집트의 학자, 이슬람 설교가.
4. 오르한 파묵: 터키의 작가.
5. 아이트자즈 아산: 파키스탄의 변호사, 정치인.
6. 아므르 칼레드: 이집트의 이슬람 전도사, 선교자.
7. 압둘카림 소로우쉬: 이란의 개혁가.
8. 타리크 라마단: 스위스의 이슬람 학자.
9. 마흐무드 맘다니: 미국의 인류학자, 정치과학자.
10. 시린 에바디: 이란의 변호사, 인권운동가.
11. 노엄 촘스키: 미국의 언어학자, 철학자, 정치운동가, 저술가.
12. 앨 고어: 미국의 정치인, 환경운동가.
13. 버나드 루이스: 미국의 역사학자, 정치학자.
14. 움베르토 에코: 이탈리아의 기호학자, 미학자, 언어학자, 철학자, 소설가.
15. 아얀 히르시 알리: 네덜란드의 정치인, 인권운동가.
16. 아마르티아 센: 인도의 경제학자, 철학자. 빈곤연구.
17. 파리드 자카리아: 미국의 언론인.
18. 가리 카스파로프: 러시아 그랜드마스터, 작가, 정치인.
19. 리처드 도킨스: 영국의 동물행동학자, 진화생물학자, 과학 대중화 운동가.
20. 마리오 바르가스 요사: 페루의 소설가.
21. 리 스몰린: 미국의 물리학 이론가.
22. 위르겐 하버마스: 독일의 철학자, 사회학자.
23. 살만 루슈디: 인도의 소설가, 수필가.
24. 사리 누세이베: 팔레스타인의 철학자.
25. 슬라보예 지젝: 슬로베니아의 철학자.
26. 바츨라프 하벨: 체코의 작가, 정치인.
27. 크리스토퍼 히친스: 미국의 작가, 언론인.
28. 새뮤얼 헌팅턴: 미국의 정치학자.
29. 피터 싱어: 호주의 철학자.
30. 폴 크루그먼: 미국의 경제학자, 언론인, 작가.
31. 재러드 다이아몬드: 미국의 생리학자, 조류학자, 진화생물학자, 인류학자, 지리학자, 생태학자, 인류학자.
32. 교황 베네딕토 16세: 독일의 종교인.
33. 판강: 중국의 경제학자.
34. 마이클 이그나티에프: 캐나다의 정치인, 역사가.
35. 페르난두 엔히키 카르도주: 브라질의 정치인, 사회학자.
36. 릴리아 셰브로바: 러시아의 정치학자.
37. 찰스 테일러: 캐나다의 정치학자, 철학자.
38. 마틴 울프: 영국의 언론인.
39. 에드워드 오스본 윌슨: 미국의 생물학자, 동물학자, 사회생물학자.
40. 토머스 프리드먼: 미국의 언론인.
41. 비외른 롬보르: 덴마크의 학자, 교육자, 환경운동 작가.
42. 테런스 맬릭: 영화 감독, 철학가.
43. 반기문: 한국의 제8대 유엔사무총장